# Ewa Bem
Ewa Maria Bem-Sibilska (ur. 23 lutego 1951 w Warszawie) – polska wokalistka jazzowa, wykonująca także muzykę pop oraz blues, autorka tekstów piosenek.
Uznawana za jedną z najpopularniejszych wokalistek jazzowych w Polsce, nazywana „pierwszą damą polskiego jazzu”. Do historii piosenki jazzowej i rozrywkowej weszły jej wykonania utworów: „Żyj kolorowo”, „Moje serce to jest muzyk”, „Pomidory”, „Gram o wszystko” czy „Wyszłam za mąż, zaraz wracam”.
Współpracowała z czołówką muzyków jazzowych, takimi jak Andrzej Jagodziński, Marek Bliziński czy Jan Ptaszyn Wróblewski, poza tym występowała także z grupami Big Warsaw Band, Alex Band i Górny Orchestra. Koncertowała w Polsce i na całym świecie, m.in. na Kubie, w Indiach, państwach skandynawskich, Czechosłowacji, państwach Europy Zachodniej oraz USA.

## Życiorys
Jest córką pianisty. Miała dwóch braci, Aleksandra i Jarosława. Jest absolwentką II Liceum Ogólnokształcącego im. Stefana Batorego w Warszawie (matura 1968) oraz Akademii Muzycznej w Katowicach w klasie wokalistyki jazzowej.
Karierę artystyczną rozpoczęła w 1969 w Grupie Bluesowej Stodoła. W 1970 wystąpiła z kwartetem Zbigniewa Seiferta na festiwalu Jazz Jamboree w ramach koncertu „Nowe twarze w polskim Jazzie”. W tym samym roku została wokalistką zespołu Bemibek (potem nazwa została zmieniona na Bemibem). Z zespołem wypromowała przeboje takie jak: „Kolorowe lato”, „Sprzedaj mnie wiatrowi” czy „Podaruj mi trochę słońca”. Po rozpadzie grupy w 1974 rozpoczęła karierę solową.
W czerwcu 1975 z utworem „Miłość jest jak niedziela” wystąpiła w koncercie „Premier” na 13. Krajowym Festiwalu Piosenki Polskiej w Opolu, ponadto odebrała nagrodę za interpretację za wykonanie piosenki „Kolega Maj”. W czerwcu 1979 wystąpiła podczas 17. KFPP w Opolu, na którym za wykonanie utworu „Żyj kolorowo” otrzymała nagrodę w plebiscycie „Studia Gama”. W tym samym roku odebrała Srebrny Krzyż Zasługi. W czerwcu 1980 zwyciężyła z utworem „Z Tobą bez ciebie” podczas koncertu „Premier” na 18. KFPP w Opolu, na którym zaśpiewała także piosenkę „Tak mało chcę”, nagrodzoną Grand Prix festiwalu. Również w 1980 wystąpiła w Teatrze Narodowym w Warszawie w Dekameronie w reżyserii Adama Hanuszkiewicza oraz zaśpiewała pastorałkę „Lulejże mi lulej” w komedii Stanisława Barei Miś, a dwa lata później wykonała z Andrzejem Zauchą piosenki do filmu Orinoko.

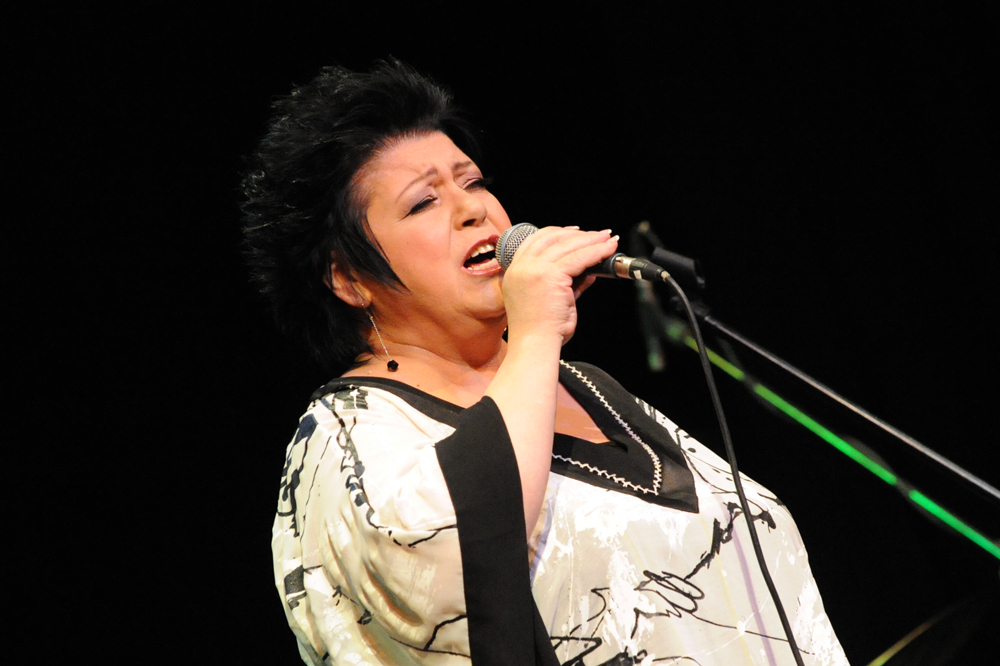
Ewa Bem podczas koncertu w Warszawie w 2010

W latach 1983–1984 i 1986–1987 została okrzyknięta wokalistką roku w plebiscycie „Jazz Forum”. W lipcu 1986 za wykonanie utworu „Gram o wszystko” otrzymała wyróżnienie na 23. KFPP w Opolu. W 1995 przerwała karierę, koncentrując się na życiu rodzinnym. W 1997 powróciła na rynek fonograficzny albumem pt. Bright Ella’s Memorial, za który odebrała Fryderyka za Najlepszy album jazzowy.
W 2000 świętowała 30-lecie pracy artystycznej występem z kompilacją swoich największych hitów na 37. KFPP w Opolu. Rok później wydała album Mówię tak, myślę nie, za który otrzymała Fryderyka w kategorii Album roku – pop, ponadto odebrała statuetkę dla wokalistki roku. W latach 2000–2003 była przewodniczącą jury w programie TVN Droga do gwiazd. W 2007 wydała album pt. Kakadu, za który rok później odebrała status złotej płyty. W 2008 otrzymała Złoty Medal „Zasłużony Kulturze Gloria Artis”. W 2015 wzięła udział w nagraniu albumu Albo Inaczej, na którym wykonała hip-hopowy utwór zespołu Stare Miasto „Minuty” w jazzowej aranżacji.
Po śmierci córki w listopadzie 2017 odwołała wszystkie zaplanowane występy, poza tym rozpoczęła terapię. W kwietniu 2018 ogłosiła powrót do aktywności, jednak już dwa miesiące później ogłosiła zakończenie kariery. 15 czerwca 2021 w programie TVN Dzień dobry TVN ogłosiła powrót na scenę muzyczną, 31 lipca obchodziła 50-lecie pracy artystycznej podczas Ladies’ Jazz Festival w Gdyni, 19 sierpnia wystąpiła w koncercie TVN24 #Nasze20Lecie w ramach Top of the Top Sopot Festival 2021, a 18 października wydaniem utworu „Wyrzeźbiłam twoją twarz w powietrzu” zapowiedziała album koncertowy pt. Live, który ukazał się w listopadzie.

## Życie prywatne
Z pierwszym mężem miała córkę Pamelę (1978–2017), która zmarła na glejaka. W 1994, po 14 latach nieformalnego związku, wyszła za producenta telewizyjnego Ryszarda Sibilskiego (1955–2025), z którym ma córkę, Gabrielę (ur. 1995).

## Dyskografia
Albumy
| Ewa Bem Loves The Beatles   | - Data: 1984 - Wydawca: Polskie Nagrania Muza       | –  |                 |                    |
| I co z tego masz            | - Data: 1986 - Wydawca: Wifon                       | –  |                 |                    |
| Bright Ella’s Memorial      | - Data: 1997 - Wydawca: Koch International Poland   | –  |                 |                    |
| Mówię tak, myślę nie        | - Data: 15 października 2001 - Wydawca: Pomaton EMI | 15 |                 |                    |
| ewa.ewa                     | - Data: 26 kwietnia 2004 - Wydawca: Pomaton EMI     | 15 |                 |                    |
| Kakadu                      | - Data: 26 listopada 2007 - Wydawca: Agora S.A.     | –  | - POL: 15 tys.+ | - POL: złota płyta |
| Tribute To Marek Bliziński  | - Data: 20 listopada 2015 - Wydawca: Polskie Radio  | –  |                 |                    |
| „–” album nie był notowany. |                                                     |    |                 |                    |

Współpraca
| Tytuł                                         | Dane dot. albumu                              |
| --------------------------------------------- | --------------------------------------------- |
| Be a Man (oraz Swing Session)                 | - Data: 1981 - Wydawca: Polskie Nagrania Muza |
| Dla ciebie jestem sobą (oraz Marek Bliziński) | - Data: 1986 - Wydawca: PolJazz               |
| Methamorphosis (oraz Bernard Kawka)           | - Data: 1989 - Wydawca: Polskie Nagrania Muza |

Albumy koncertowe
| Tytuł | Dane dot. albumu                                | Pozycja na liście |
| Tytuł | Dane dot. albumu                                | POL               |
| ----- | ----------------------------------------------- | ----------------- |
| Live  | - Data: 12 listopada 2021 - Wydawca: Agora S.A. | 27                |

Kompilacje
| Tytuł                           | Dane dot. albumu                                         |
| ------------------------------- | -------------------------------------------------------- |
| Żyj kolorowo                    | - Data: 1993 - Wydawca: Bass Records                     |
| Złota kolekcja. Gram o wszystko | - Data: 16 listopada 1998 - Wydawca: Warner Music Poland |

Albumy świąteczne
| Tytuł              | Dane dot. albumu                                  |
| ------------------ | ------------------------------------------------- |
| Kolęda na cały rok | - Data: 1994 - Wydawca: Koch International Poland |

Single
| Tytuł | Rok  | Pozycja na liście | Album                |
| Tytuł | Rok  | LP3               | Album                |
| ----- | ---- | ----------------- | -------------------- |
| SMS-y | 2000 | 12                | Mówię tak, myślę nie |

Inne notowane utwory
| Tytuł                   | Rok  | Pozycja na liście | Album                |
| Tytuł                   | Rok  | LP3               | Album                |
| ----------------------- | ---- | ----------------- | -------------------- |
| I co z tego masz        | 1984 | 33                | I co z tego masz     |
| Kiedy zima się zaczyna  | 1995 | 46                | Kolęda na cały rok   |
| Jak człowiek uparty     | 2002 | 8                 | Mówię tak, myślę nie |
| Mówię tak, myślę nie    | 2002 | 12                | Mówię tak, myślę nie |
| Wszystkiego najlepszego | 2002 | 11                | Mówię tak, myślę nie |
| Moda na niemiłość       | 2004 | 12                | ewa.ewa              |
| Kocham i nie kocham cię | 2007 | 35                | Kakadu               |
| Por favor               | 2008 | 48                | Kakadu               |
| To cześć                | 2008 | 50                | Kakadu               |

Kompilacje różnych wykonawców
| Tytuł        | Rok  | Utwór    | Źródło |
| ------------ | ---- | -------- | ------ |
| Albo Inaczej | 2015 | „Minuty” | [ 43 ] |

## Filmografia
- 1980 – Miś (wykonanie piosenki Lulajże mi, lulaj)
- 1982 – Orinoko (wykonanie piosenki)
- 1985 – Śpiewa Ewa Bem – Piosenki Jeremiego Przybory i Jerzego Wasowskiego w wykonaniu Ewy Bem (reżyseria: Krzysztof Riege, produkcja: Polska, TV koncert, 25 min)
- 1989 – Ten Najpiękniejszy Świat – Ewa Bem śpiewa piosenki dla dzieci (Artystyczne/estradowe widowisko, 41 min, produkcja: Polska, TVP; muzyką Jerzy Wasowskiego, reż. Grzegorz Styla)
- 2000 – Miasteczko (wykonanie piosenki tytułowej)[44]

## Ważniejsze nagrody i wyróżnienia
- 1971 – I Nagroda na Studenckim Festiwalu Jazzowym Jazz nad Odrą we Wrocławiu
- 1971 – Nagroda Dziennikarzy na Krajowym Festiwalu Polskiej Piosenki w Opolu (grupa muzyczna Bemibek)
- 1971 – I Nagroda na Lubelskich Spotkaniach Wokalistów Jazzowych
- 1975 – stypendium Polskiego Stowarzyszenia Jazzowego
- 1977 – I Nagroda w konkursie Programu III Polskiego radia za piosenkę Dzień dobry, Mr. Blues
- 1978 – I Nagroda w konkursie Programu III Polskiego radia za piosenkę Każdy as bierze raz
- 1979 – I Nagroda w plebiscycie Studia Gama za Żyj kolorowo na KFPP w Opolu
- 1979 – Srebrny Krzyż Zasługi
- 1980 – II Nagroda w koncercie Premiery za piosenkę Z tobą, bez ciebie na KFPP w Opolu
- 1983 – Wokalistka Roku w ankiecie czytelników „Jazz Forum”
- 1984 – Wokalistka Roku w ankiecie czytelników „Jazz Forum”
- 1986 – wyróżnienie na KFPP w Opolu za piosenkę Gram o wszystko
- 1986 – Wokalistka Roku w ankiecie czytelników „Jazz Forum”
- 1987 – wyróżnienie na KFPP w Opolu za piosenkę Miłość to wielki skarb
- 1987 – Wokalistka Roku w ankiecie czytelników „Jazz Forum”
- 1989 – wyróżnienie na KFPP w Opolu za piosenkę W poczekalni życia
- 2001 – Fryderyk w kategorii „Wokalistka Roku”
- 2001 – Fryderyk w kategorii „Album roku” – za Mówię tak, myślę nie
- 2005 –  Brązowy Medal „Zasłużony Kulturze Gloria Artis”[45]
- 2008 – Złoty Medal „Zasłużony Kulturze Gloria Artis”[45]
- 2023 – Złoty Fryderyk w kategorii "Muzyka jazzowa"[46]